# Liste der Kulturgüter in Collombey-Muraz
Die Liste der Kulturgüter in Collombey-Muraz enthält alle Objekte in der Gemeinde Collombey-Muraz im Kanton Wallis, die gemäss der Haager Konvention zum Schutz von Kulturgut bei bewaffneten Konflikten, dem Bundesgesetz vom 20. Juni 2014 über den Schutz der Kulturgüter bei bewaffneten Konflikten sowie der Verordnung vom 29. Oktober 2014 über den Schutz der Kulturgüter bei bewaffneten Konflikten unter Schutz stehen.
Objekte der Kategorie A sind im Gemeindegebiet nicht ausgewiesen, Objekte der Kategorie B sind vollständig in der Liste enthalten, Objekte der Kategorie C fehlen zurzeit (Stand: 1. Januar 2023).

## Kulturgüter
| Foto |                                                                                                 | Objekt | Kat. | Typ | Standort                                               | Beschreibung                                                                                               |
| ---- | ----------------------------------------------------------------------------------------------- | --- | ---- | --- | ------------------------------------------------------ | --- |
| ja   | Datei hochladen · Wikidata zu Neolithisch-bronzezeitliche Stätten und Nekropole (Q29891996)     | La Barmaz, neolithisch-bronzezeitliche Wohnstätten und Nekropole / La Barmaz, habitats et nécropole néolithique-âge du Bronze KGS-Nr.: 06694 | B    | F   | 561499 / 124850                                        | |
| ja   | Datei hochladen · Wikidata zu Schloss Arbignon (Kloster) (Q24007899)                            | Schloss Arbignon (Kloster) / Château d’Arbignon (monastère) KGS-Nr.: 06695                                                                   | B    | G   | Collombey, Chemin du Monastère 6 561930 / 124120       | |
| ja   | Datei hochladen · Wikidata zu Gemeindehaus (Q29891992)                                          | Gemeindehaus / Maison de commune KGS-Nr.: 06696                                                                                              | B    | G   | Collombey, Rue des Dents-du-Midi 44 562029 / 124304    | |
| ja   | Datei hochladen · Wikidata zu Schloss Châtillon-Larringes (Q115657285)                          | Herrenhaus Lavallaz (Châtillon-Larringes) / Manoir de Lavallaz (Châtillon-Larringes) KGS-Nr.: 06697                                          | B    | G   | Collombey, Rue des Dents-du-Midi 28–30 562048 / 124098 | |
| BW   | Datei hochladen · Wikidata zu Kirche Saint-André, alter Glockenturm und Pfarrkirche (Q29891998) | Kirche Saint-André, alter Glockenturm und Pfarrhaus / Église Saint-André, vieux clocher et cure KGS-Nr.: 06698                               | B    | G   | Muraz, Ruelle de la Cure 1.1 560469 / 125540           | |
| BW   | Datei hochladen                                                                                 | Viadukt KGS-Nr.: 07727 | B    | G   | 560979 / 129928                                        | Das Objekt liegt hälftig auf dem Gemeindegebiet von Collombey-Muraz und Aigle (Nr. 17254) im Kanton Waadt. |
| BW   | Datei hochladen                                                                                 | Châble-Croix, neolithischer Abri unter Felsen / Châble-Croix, abri sous roche mésolithique KGS-Nr.: 17240                                    | B    | F   | 558998 / 127428                                        | |
| BW   | Datei hochladen                                                                                 | Muraz, römische Villa / Villa romaine KGS-Nr.: 17241                                                                                         | B    | F   | 560475 / 125550                                        | |
| BW   | Datei hochladen                                                                                 | École Perraires KGS-Nr.: 17255 | B    | G   | Rue de Clos-Novex 79a, 79b 561657 / 125130             | |
| BW   | Datei hochladen                                                                                 | Primarschule / École primaire KGS-Nr.: 17257                                                                                                 | B    | G   | Muraz, Rue du Collège 8 560654 / 125284                | |